# Purchi Achvan
Purchi Achvan, in russo Пурхи Ахван?, pseudonimo di Porfirij Vasil'evič Afanas'ev (in russo Порфирий Ваильевич Афанасьев?; Novoe Il'movo, 20 febbraio 1942), è un drammaturgo, poeta e scrittore russo, di lingua ed etnia ciuvasca. Membro degli Scrittori della Ciuvascia, Lavoratore Onorato della Cultura della Repubblica ciuvascia, vicepresidente del Comitato di Stato della Repubblica Ceca per la stampa e l'informazione..

## Opere letterarie
in ciuvascio:
1. Çarămsan kĕvvisem (Čeremšanskie napevy), versi e poemi. 1975.
2. Hurkajak çulĕ (Klin žuravlinyj). Rasskazy. 1976.
3. Vučah (Očag). Povest'. 1978. Čun suti (Svet iznutri). versi e poemi. 1980.
4. Puranatăp Atăl herrinče (Živu na Volge). Stihi i poèma. 1983.
5. Puran, juratu! (Živi, ljubov'!) romanzi e racconti. 1985.
6. San jatupa (Imenem tvoim). tragedia. 1986.
7. Jarapallă jămra (Vetla s serežkami). versi. 1987.
8. Hĕvel haphi (Solnečnye vrata). versi e poemi. 1988.
9. Tav (Blagodarenie). versi e poemi. 1999.

in russo:
1. Korni. versi e poemi. Čeboksary, 1984.
2. Rodniki pod il'mami. Poemi. M.: Sovremennik, 1984.

in tataro:
1. Čirmešәnnәn ber jotym su (Glotok vody iz Čeremšana). versi. — Kazan', 1990.